# Забілівщина Друга
Забілівщина Друга — село в Україні, у Борзнянській міській громаді Ніжинського району Чернігівської області. До 2020 входило до складу Борзнянської міської ради. Населення становить 89 осіб (станом на 2001 рік). Село розташоване на сході Борзнянської громади, за 9 кілометрів від центру громади.

## Назва
До 2016 року село носило назву Більшовик.

## Географія
Село Забілівщина Друга лежить за 9 км на північний схід від центру громади, фізична відстань до Києва — 142 км.

## Історія
12 червня 2020 року, відповідно до розпорядження Кабінету Міністрів України № 730-р «Про визначення адміністративних центрів та затвердження територій територіальних громад Чернігівської області», село увійшло до складу Борзнянської міської громади.
19 липня 2020 року, в результаті адміністративно-територіальної реформи та ліквідації Борзнянського району, увійшло до складу Ніжинського району Чернігівської області.

## Населення
Станом на 1989 рік у селі проживало 103 особи, серед них — 50 чоловіків і 53 жінки.
За даними перепису населення 2001 року у селі проживало 89 осіб. Рідною мовою назвали:
| Мова       | Кількість осіб | Відсоток |
| ---------- | -------------- | -------- |
| українська | 87             | 97,75%   |
| російська  | 2              | 2,25%    |